# Фазов синхронизъм
Фазов синхронизъм е термин от нелинейната оптика, отнасящ се до съгласуването на вълновите вектори при взаимодействия на няколко вълни в материални среди. Постигането на фазов синхронизъм е необходимо за получаването на съществен енергетичен обмен между взаимодействащите вълни.

## Фазов синхронизъм
Вълните, разпространяващи се в диелектрични среди, се характеризират с честота {\displaystyle \omega }, вълново число {\displaystyle k=\omega .n/c}, посока на разпространение и поляризационно състояние. Вълновото число и посоката на разпространение определят така наречения вълнов вектор k. При нелинейно взаимодействие на няколко вълни, за да бъде ефективно прехвърлянето на енергията от една вълна в друга е необходимо сумата на всички вълнови вектори на взаимодействащите вълни да е равна на нула.
В случая на генерация на втора хармонична, където си взаимодействат само две вълни – основната и втора хармонична вълна – условието за фазов синхронизъм има вида:
(1) {\displaystyle k_{2}-2k_{1}=0}
При взаимодействие на повече (n) вълни условието за фазов синхронизъм изглежда така:
(2) {\displaystyle \sum _{i=1}^{n}k_{i}=0}.
Постигането на условие (1) или (2) в обемни среди може да се осъществи с чрез ъглов или температурен синхронизъм. Друг разпространен метод е методът на квазифазовия синхронизъм, при който се модулира пространствено квадратичната нелинейност на средата. При метода на квазифазовия синхронизъм условието за фазов синхронизъм се видоизменя така:
(3) {\displaystyle k_{2}-2k_{1}+G=0}
за случая на генерация на втора хармонична и
(4) {\displaystyle \sum _{i=1}^{n}k_{i}+G=0}.
в най-общия случай.
В равенствата (3) и (4) с G е означен обратният вектор на модулацията на нелинейността, като {\displaystyle G=2\pi /\Lambda } ({\displaystyle \Lambda } – период на модулацията на нелинейността на средата).

## Методи за постигане на фазов синхронизъм
Най-често използваните методи са ъгловият синхронизъм, наричан още метод на двулъчепречупването и методът на квазифазов синхронизъм

### Ъглов синхронизъм (метод на двулъчепречупването)
Условието на фазов синхронизъм {\displaystyle \Delta k=k_{2}-2k_{1}=0} (където Δk се нарича фазова или вълнова отстройка – phase mismatch) в конкретния случай на генерация на втора хармонична се трансформира в равенство на скоростите на двете вълни, т.е. v(ω) = v(2ω) или
(5) {\displaystyle n(\omega )=n(2\omega )}.
При изпълнение на (5) принудената поляризационна вълна на честота {\displaystyle 2\omega } свободната вълна пак на честота {\displaystyle 2\omega } се разпространяват с една и съща скорост и това осигурява конструктивна интерференция между излъчените вълни от различните точки в кристала. На фиг. 1 ясно се вижда значението на фазовия синхронизъм за ефективната генерация на втора хармонична.
При процеса на генерация на втора хармонична за да е изпълнено условието за фазов синхронизъм, показателите на пречупване на вълните трябва да съвпадат. Обикновено стойността на показателите на пречупване нараства с честотата (фиг. 2), което значи, че за различните честоти стойностите ще се различават. Но в двулъчепречупващи среди това ограничение може да се преодолее по няколко начина, тъй като стойността на показателя на перчупване зависи не само от материала, но и от температурата и ъгъла на разпространение n = n(λ, T, θ). Стойностите на показателя на пречупване като функция на честотата се изчисляват с помощта на т. нар. Уравнения на Селмайер.
За постигане на ъглов синхронизъм се използва фактът, че за една от разпространяващите се вълни – необикновената, показателят на пречупване зависи от ъгълът на разпространение на вълната спрямо оптичната ос на кристала (фиг. 3).
За постигане на ъглов синхронизъм най-често се използват отрицателни едноосни кристали.
едноосен кристал – кристал с една ос на симетрия, обикновено съвпадаща с оста z. Показателите на пречупване са {\displaystyle n_{x}=n_{y}=n_{o}} и {\displaystyle n_{z}=n_{e}}.
отрицателен едноосен кристал – кристал, при който {\displaystyle n_{o}>n_{e}}.
Равенството (1) се постига чрез насочване на лазерния сноп под точно определен ъгъл спрямо оптичната ос на кристала. Този ъгъл (ъгъл на синхронизъм) се определя от пресечните точки на вълновите повърхности на О-вълната за основната честота и Е-вълната за втората хармонична (например за синхронизъм от първи тип). През пресечната точка се прекарва права към центъра на координатната система и полученият ъгъл е този, при който ще има равенство на стойностите на показателите на пречупване {\displaystyle n_{o}(\omega )=n_{e}(2\omega )}.
Показателят на пречупване зависещ от ъгъла на разпространение за едноосни кристали се пресмята по формулата
(6) {\displaystyle {\frac {1}{n^{e}(\theta )}}={\sqrt {{\frac {cos^{2}(\theta )}{n_{o}^{2}}}+{\frac {sin^{2}(\theta )}{n_{e}^{2}}}}}},
и за двуосни кристали по формулата
(7) {\displaystyle n^{e}(\theta )=n_{y}{\sqrt {\frac {1+tan^{2}(\theta )}{1+(n_{y}/n_{x})^{2}tan^{2}(\theta )}}}}.
Ъгловият синхронизъм може да бъде скаларен (когато взаимодействащите вълни на двете честоти се разпространяват в една посока), или векторен (когато вълновите вектори на взаимодействащите вълни сключват ъгъл). Също така генерацията на втора хармонична може да бъде от първи тип – двете основни вълни са с еднакви поляризации (оо-е или ее-о), или от втори тип – двете основни вълни са с различни поляризации.

### Температурен синхронизъм
При метода на температурен синхронизъм равенството {\displaystyle n_{o}(\omega )=n_{e}(2\omega )} се постига чрез промяна на температурата на нелинейния кристал като се избира основната вълна да се разпространява перпендикулярно на оптичната ос z (т.е.{\displaystyle \theta =90^{0}}). Предимствата на този метод е по-широката крива на синхронизъм, което се изразява във възможност да се преобразува лъчение със сравнително по-голяма разходимост и със сравнително по-широк спектрален състав.

### Квазифазов снхронизъм (QPM)
Когато процесът за генерация на хармонични не е синхронизиран, т.е. когато фазовата отстройка {\displaystyle \Delta k} е голяма, енергията се прелива от основното лъчение към генерираната хармонична за една кохерентна дължина {\displaystyle l_{coh}=\pi /\Delta k} и се връща обратно, когато опималната фазова разлика между вълните се промени с {\displaystyle \pi /2}. Това преливане обратно може да се предотврати, ако на всяка кохерентна дължина {\displaystyle l_{coh}} знакът на нелинейната възприемчивост се променя. Така вълната на нелинейната поляризация се отмества с {\displaystyle \pi } на всяка кохерентна дължина {\displaystyle l_{coh}} и оптималното фазово отношение между основната вълна и вълната на втората хармонична се запазва. Нелинейната възприемчивост при този тип синхронизъм е периодична функция на разстоянието. Фазовата отстройка при ГВХ в структури за КФС се записва като:
(8) {\displaystyle \Delta k=k_{2}-2k_{1}-{\frac {2\pi m}{\Lambda }}},
където с {\displaystyle \Lambda } е означен периодът на решетката образувана в кристала, чрез изграждането на области с променен знак на нелинейния коефициент. {\displaystyle m} показва порядъка на КФС, т.е. броят кохерентни дължини, на които се променя знакът на вектора на спонтанната поляризация. Най-бързо нарастване на амплитудата на генерираната вълна се постига при КФС от първи порядък, т.е. фазата между двете вълни се променя на всяка кохерентна дължина. Ако периодът на решетката е твърде малък {\displaystyle <2\mu m} се използва КФС от по-висок порядък, като процесът става по-малко ефективен.
При метода на квазифазов синхронизъм често и двете вълни, основната и втората хармонична, са поляризирани по оста Z (т.е те са необикновени) и тогава
(9) {\displaystyle d_{eff}={\frac {2}{\pi m}}d_{zzz}={\frac {2}{\pi m}}d_{33}},
където {\displaystyle m} е порядъкът на квазифазов синхронизъм. За предпочитане е да се работи с {\displaystyle m=1}, когато ефективността на преобразуване във втора хармонична ще е най-голяма.
При ниски коефициенти на преобразуване, амплитудата на основната вълна е практически константа по цялата дължина на взаимодействие, {\displaystyle L}. Тогава за интензитета на втората хармонична е:
(10) {\displaystyle I(2\omega ,L)={\frac {2\omega ^{2}d_{eff}^{2}}{n_{2\omega }n_{\omega }^{2}c^{3}\epsilon _{0}}}\left({\frac {\sin {(\Delta kL/2)}}{\Delta kL/2}}\right)^{2}I^{2}(\omega )L^{2}}.
Интензитетът на втората хармонична става максимален, когато {\displaystyle \Delta k=0}. Ако процесът не е синхронен (без фазов синхронизъм) интензитета на втората хармонична е много нисък.
Един от най-често използваните методи за промяна на знака на вектора на спонтанната поляризация е т. нар. метод „periodically poling“. С него се осъществява преориентация на спонтанния диполен момент в дадени области от кристала с цел да се получи нелинейна решетка (QPM – решетка) с необходимия период определен от равенството (8).